# Rumex brasiliensis
Rumex brasiliensis är en slideväxtart som beskrevs av Heinrich Friedrich Link. Rumex brasiliensis ingår i släktet skräppor, och familjen slideväxter. Inga underarter finns listade i Catalogue of Life.